# Albiz
Albiz es una localidad vizcaína, incorporada actualmente al municipio de Mendata, en la comarca de Busturialdea, cerca de Guernica.

## Origen e historia
Las primeras noticias sobre Albiz se remontan en el tiempo hasta los orígenes del mismo Señorío, pues -tal y como señala Lope García de Salazar en sus Bienandanzas e Fortunas- se trata de las más antigua cofradía de Vizcaya. Según otro de los grandes historiadores vascos, Juan Ramón de Iturriza y Gárate Zabala, la hija del primer Señor de Vizcaya, Jaun Zuria, de nombre Aldasaiz, casó, en Albiz, con Diego Pérez de Albiz.
El nacimiento de Albiz se debió, en cualquier caso, al asentamiento de una de las líneas menores de los Señores de Vizcaya, que construyeron allí la antigua Torre de Albiz, que sería años más tarde quemada por familias rivales cuando su señor se encontraba luchando en la batalla de las Navas de Tolosa. 
Esta torre fuerte infanzona se encontraba situada en un paraje aún conocido como Jaureguia, a la entrada de la localidad desde Mendata, y en el que aún quedan algunos restos arqueológicos. Según documentos del archivo de Allendesalazar, en 1733 todavía eran visibles los cimientos de la torre, del foso y del contrafoso de la misma, lo que hace pensar que se trataba de un importante ejemplar de torre altomedieval.
Tras la quema de la torre, los Señores de Álbiz construirían una nueva torre, la actual, situada en el centro de la localidad. Esta torre, la actualmente conocida como Torre de Álbiz, responde más a un modelo de torre dedicada al homenaje o, incluso, ya residencial, que a uno pensando para la batalla. Los análisis arqueométricos efectuados con ocasión de la intervención arqueológica en dicha torre en 2019, en concreto la datación de un carbono procedente de la planta baja de la torre (CNA5297.1.2) permiten situar la construcción de la torre en algún momento desde finales del s.XIII (c.1270) hasta principios del s.XIV (c.1330). Años más tarde, dicha torre también sufriría un incendio, permaneciendo más de 200 años en estado de ruina hasta su reconstrucción a principios del s.XVIII por sus propietarios en aquellos tiempos, D. Diego de Allendesalazar y Dña. María Teresa de Meceta Albiz y Arriola.
Junto al asentamiento de tan importante linaje, uno de los más antiguos y destacados de Vizcaya, contribuiría al crecimiento de la localidad su situación de paso en uno de los caminos principales de la antigua Vizcaya, el que unía las localidades de Bermeo y Guernica con Vitoria, pasando por la Colegiata de Cenarruza, centro eclesiástico del Señorío; en el que tenía enterramiento el linaje de los Álbiz. Este camino, además de ser parte de la ruta que seguirían los peregrinos a Santiago que elegían el camino del Norte, unía tres de las más importantes villas del medievo en lo que hoy es el País Vasco, entre sí y con Castilla.
La Dra. Amaia Basterretxea Moreno, en su artículo El camino de Bermeo a Vitoria por Durango, lo explica bien:
El camino salía de Bermeo por el lugar conocido como Calzada y atravesaba la ría de Gernika. Al sur de la villa se constata la existencia de una torre, la torre de Mezeta, considerada como una de las más antiguas de la zona y su ubicación puede servirnos de referencia cuando Vizcarra indica que el camino de Bermeo se dirigía hacia Albiz y Meceta.
El camino alcanzaba el Oiz por Ajangiz y Mendata, por junto a las torres de Albiz y Mezeta y se dirigía hacia el Portal de Maguna para alcanzar Hambre por junto al collado de Astoaburu. En este lugar se ubica la que conocemos con el nombre de Calzada de Maguna. En Hambre el camino se bifurcaba hacia Bermeo (por Albiz) y hacia Lekeitio (por Gerrikaitz). Un poco más arriba ya lo había hecho hacia la ermita de San Cristóbal desde donde descendería hacia Cenarruza y Bolibar para tomar dirección a Markina. Desde el Oiz y por términos de Iurreta y Goiuria el camino se dirigía hacia Durango.
Los Albiz residirían probablemente en su torre, hasta que entroncaron con los Meceta, originarios de Luno y señores de la tierra de Busturia, dando lugar a la unión de los vínculos de Meceta, Albiz, Berreñondo y Manza; y, en ellos, de las torres del mismo nombre que constituían la cabeza de cada uno de los mayorazgos; tras lo que el jefe de la familia pasó a residir en la villa de Guernica -en la llamada Casa de las Pinturas, lamentablemente destruida en el bombardeo de Guernica- y en la Torre de Meceta, situada en la pedanía -hoy municipio- de Ajanguiz, junto a dicha Villa.
Con anterioridad a su traslado a Guernica, los Albiz impartían justicia desde su torre, siendo unos de los cinco alcaldes del Fuero y ejerciendo este cargo sobre la merindad de Busturia. Así lo atestiguaba, por ejemplo, Fidel Samarguinaga, en 1892:
"Debe tenerse en cuenta, que en el primer ordenamiento del Fuero de Vizcaya, hecho en la era de 1380, o sea el año 1342, estando presente en la Junta de Guernica D. Juan Núñez de Lara y su esposa Doña María, no resulta que asistieran en concepto de oficiales o magistrados del Señorío más que cinco caballeros, cuyos apellidos eran Adán de Yarza, Villela, Lezama, Albiz y Mújica, a quienes se denomina Alcaldes de Vizcaya, y que tampoco en el Fuero Viejo, que se escribió en 1452, aparecen más oficiales del Señorío que los que ya entonces se denominaban Alcaldes de Fuero, cuyo nombre quedó después perpetuamente establecido en nuestra ordenación jurídica. Guiándonos por tales palabras deberíamos deducir, que los dichos Alcaldes eran a la sazón los primeros si no los únicos magistrados de Vizcaya, y que no fue tampoco circunstancia casual o fortuita el que solo asistieran cinco al ordenamiento de 1342, pues su número corresponde con el de las bocinas que se tañían para convocar a la Junta General, como es constante y auténtico. Si la bocinas correspondían a otras tantas Merindades, que fueron cinco y no seis en lo antiguo, y si los Alcaldes eran también al principio lo que más adelante se entendió por Diputados, reducidos a dos por convenio entre la parcialidades oñacina y gamboína, son cosas que bien pueden comprenderse".

## Patrimonio
Cuenta Albiz con una bonita y antigua iglesia, la de santa María Magdalena de Álbiz, que es -al igual que la propia aldea- una de las más antiguas de Vizcaya y que formó parte de la Colegiata de Cenarruza hasta el S.XV, época en la que se desmembró de la misma. Dicha iglesia fue edificada en terrenos de los señores de Albiz, razón por la que estos gozaban de asiento preeminente en la misma y de tres tumbas en la primera fila de la iglesia, de las que no quedan restos visibles en la actualidad.
Su origen está probablemente en una ermita románica, que fue remodelada en el S.XVI, y rehabilitada en los años 90 del S.XX. 
En cuanto a su arquitectura, la iglesia de Albiz sigue el modelo típico de las iglesias vizcaínas de la época, de una sola nave, con un campanario a la entrada y un coro en su interior, a los pies de la nave. 
En el exterior, la iglesia cuenta con un pequeño pórtico, sobre el que se alza el campanario, y una galería en la que se reunían y reúnen aun hoy los feligreses. 
Como nota curiosa, puede señalarse que es una de las pocas iglesias cuyos patrones eran los propios feligreses, por cesión del patronazgo que realizaron los señores de Albiz, repartiéndose los diezmos de la misma entre las familias de la localidad; y que, en la muy acertada rehabilitación de la iglesia (S.XX), fueron los propios feligreses los que la financiaron y acometieron, dando muestra del viejo y fuerte vínculo que existe entre este templo y los habitantes de Albiz.